# HN Большого Пса
HN Большого Пса (лат. HN Canis Majoris), HD 55595 — одиночная переменная звезда в созвездии Большого Пса на расстоянии приблизительно 702 световых лет (около 215 парсеков) от Солнца. Видимая звёздная величина звезды — от +6,635m до +6,61m.

## Характеристики
HN Большого Пса — белая пульсирующая переменная звезда типа Дельты Щита (DSCTC) спектрального класса A6:V или A5IV/V. Эффективная температура — около 7656 К.